# Banhxeochelys
Banhxeochelys  là một chi hiếm của họ rùa cạn, sống khoảng giữa đến cuối thế Thủy Tân, tìm thấy ở Việt Nam. Loài duy nhất được biết đến của chi này là Banhxeochelys trani. Tên loài có nguồn gốc từ món bánh xèo của Việt Nam và từ chelys có nghĩa là rùa trong tiếng Hi Lạp. Tên này được đặt nhằm ám chỉ các mẫu vật được bảo quản trong tình trạng ép chặt, giống như bánh xèo vậy. Tên loài (trani) là để vinh danh ông Đặng Ngọc Trần, giám đốc đã nghỉ hưu của Phòng Hợp tác Quốc tế, Cục Địa chất và Khoáng sản Việt Nam vì những sự hỗ trợ không biết mệt mỏi cho công tác khai quật được các đội ngũ thuộc Đại học Tübingen tiến hành từ năm 2009 đến năm 2012. Hóa thạch của Banhxeochelys được tìm thấy tại hệ tầng Na Dương, Lạng Sơn. Tại đây, hơn 100 hóa thạch rùa được phát hiện nhưng nhưng chỉ 30 mẫu vật được bảo quản tốt nhất (14 mẫu trưởng thành và 16 mẫu non) được mô tả và xác định là Banhxeochelys vì phần còn lại quá rời rạc hoặc được bảo quản kém để có thể khai thác dữ liệu hình thái học hữu ích 